# Giorgio Bandini
 (juillet 2025).
Pour les articles homonymes, voir Bandini.
Giorgio Bandini (Sienne, 17 avril 1830, - Sienne, 16 mars 1899) est un peintre italien du  XIXe siècle qualifié, avec Alessandro Franchi et  Gaetano Brunacci, parmi les meilleurs interprètes du style néogothique italien appelé « purisme ».